# Короед, Алексей Степанович
Короед Алексей Степанович (10 июля 1911 — 22 декабря 1988) — советский экономист. Член-корреспондент АН УССР.

## Биография
Родился в селе Слюдянка (ныне город) Иркутской области. В 1933 году окончил Харьковский университет, а в 1949 Академию общественных наук при ЦК КПСС. С 1955 по 1965 — заместитель директора Института экономики АН УССР. В 1961 году Алексей Степанович был избран членом-корреспондентом АН УССР. С января 1966 по июль 1968 года — заведующий кафедрой политической экономии Киевского института народного хозяйства (в 1965—1969 — ректор).